# Rainy Lake
Rainy Lake (Frans: Lac à la Pluie) is een 894 km² groot meer in de Canadese provincie Ontario en in de Amerikaanse staat Minnesota. Aan Amerikaanse zijde is het meer een onderdeel van het Voyageurs National Park.
Het meer heeft een lengte van 80 kilometer en is maximaal 48 kilometer breed. Het diepste punt is ongeveer 50 meter. Er liggen zo'n 1600 eilanden in het meer.

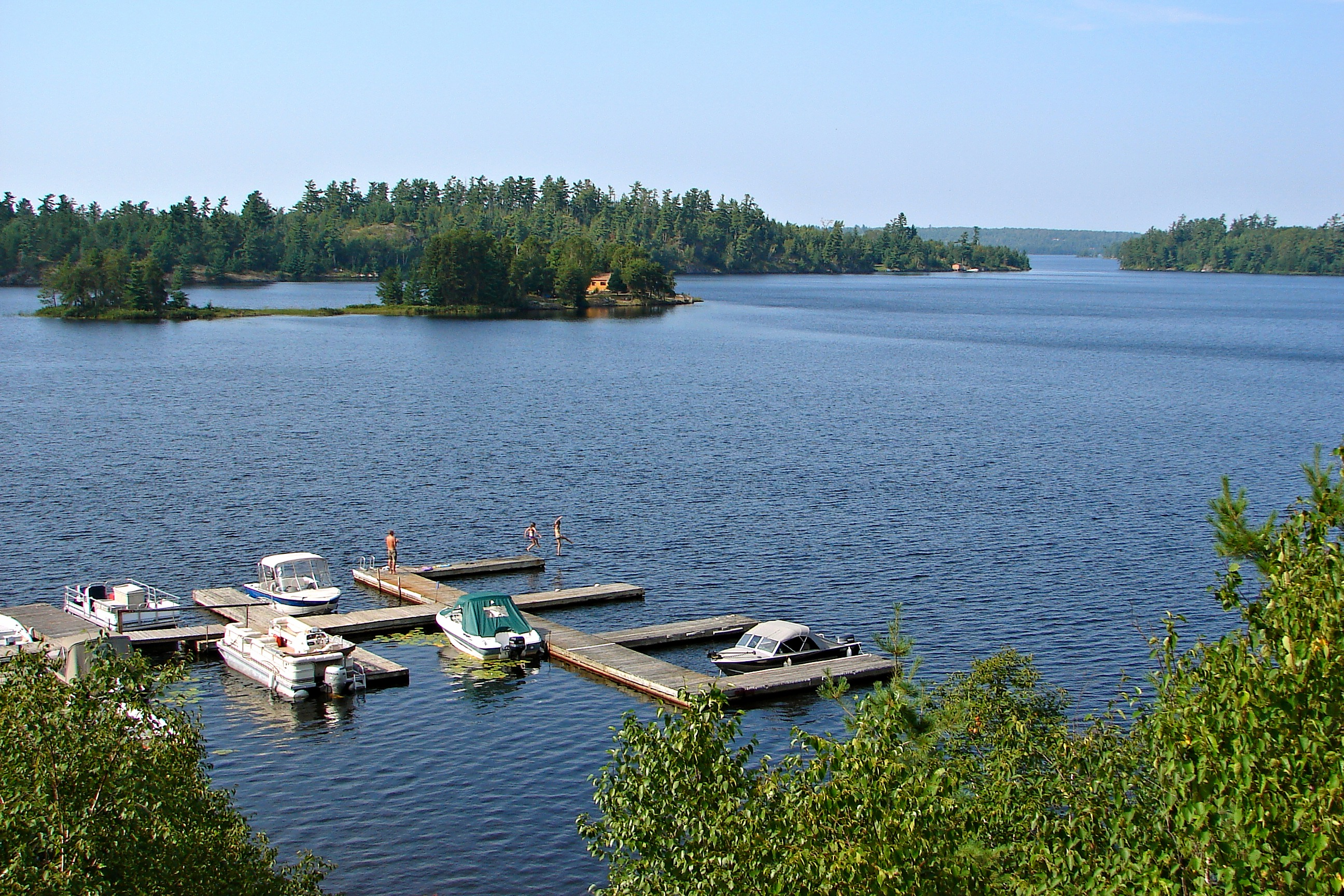
Moran's Baai van Rainy Lake